# Neptis banuta
Neptis banuta är en fjärilsart som beskrevs av Hans Fruhstorfer 1913. Neptis banuta ingår i släktet Neptis och familjen praktfjärilar. Inga underarter finns listade i Catalogue of Life.